# ヘルマン6世 (バーデン＝バーデン辺境伯)
ヘルマン6世（Hermann VI., 1225年 - 1250年10月4日）は、バーデン＝バーデン辺境伯（在位：1243年 - 1250年）。ツェーリンゲン家で、オーストリア公を称した。若伯（der Kleine）とよばれる。

## 生涯
バーデン＝バーデン辺境伯ヘルマン5世とライン宮中伯ハインリヒ5世の娘イルムガルトの長男、ルドルフ1世の兄である。父の存命中にザウセンベルク方伯領の統治を委ねられた。
1248年、オーストリア公フリードリヒ2世の姪ゲルトルートと結婚、オーストリアとシュタイアーマルクの相続権を要求した。1248年9月14日、教皇インノケンティウス4世は妃ゲルトルートからヘルマン6世へのオーストリア公領の贈与を承認し、翌1249年1月31日にはドイツ対立王ヴィルヘルム・フォン・ホラントに対し、ヘルマン6世にオーストリア公領を委ねるよう求めた。
1250年に25歳で死去し、クロスターノイブルク修道院に埋葬された。息子のフリードリヒ1世と弟のルドルフ1世がバーデンを継承した。

## 子女
1. フリードリヒ1世（1249年 - 1268年）
2. アグネス（1250年 - 1295年） - 1263年にケルンテン公ウルリヒ3世と結婚、1270年にホインブルク伯ウルリヒ3世（1308年没）と再婚